# Diofane di Mitilene
Diòfane di Mitilene (greco antico: Διοϕάνης; latino: Diophănes), (Mitilene, fl. II secolo a.C. ... – Roma, 132 a.C.) è stato un filosofo, retore e oratore greco antico,.

## Biografia
Nativo di Mitilene , Diofane aderì allo Stoicismo e, in una data imprecisata, venne esiliato per ragioni politiche a Roma.
Lì divenne maestro di Tiberio Gracco, e insieme con Blossio di Cuma, divenne uno dei pilastri per le idee politiche del discepolo. Dopo che Tiberio Gracco cadde vittima della fazione oligarchica, furono messi a morte anche Diofane e molti altri amici del tribuno.